# Eleutherodactylus symingtoni
Espèce
Synonymes
- Eleutherodactylus delacruzi Estrada, Rodriguez & Moreno, 1986

Statut de conservation UICN

 CR A2ace; B2ab(iii,v); C1 : 
En danger critique
Eleutherodactylus symingtoni est une espèce d'amphibiens de la famille des Eleutherodactylidae.

## Répartition
Cette espèce est endémique de Cuba. Elle se rencontre dans les provinces de Pinar del Río, d'Artemisa, de Mayabeque et de Matanzas de 70 à 155 m d'altitude.

## Description
Le mâle holotype mesure 61,3 mm.

## Étymologie
Cette espèce est nommée en l'honneur de Kenneth A. Symington.

## Taxinomie
Eleutherodactylus delacruzi a été placée en synonymie avec Eleutherodactylus symingtoni par Estrada, Novo-Rodriguez et Moreno en 1989

## Publication originale
- Schwartz, 1957 : A new species of Eleutherodactylus (Amphibia: Leptodactylidae) from Cuba. Proceedings of the Biological Society of Washington, vol. 70, p. 209-212 (texte intégral).